# 21432 Polingloh
A 21432 Polingloh (ideiglenes jelöléssel 1998 FJ115) a Naprendszer kisbolygóövében található aszteroida. A LINEAR projekt keretében fedezték fel 1998. március 31-én.